# Повна категорія
Категорія називається повною у малому, якщо у ній будь-яка (мала) діаграма має границю. Дуальне поняття — коповна у малому категорія, тобто та, у якій будь-яка мала діаграма має кограницю. Аналогічно визначається кінцева повнота і взагалі α-повнота для будь-якого регулярного кардинала α. З них усіх найбільш використовуваною є повнота у малому, тому категорії, повні у малому, називаються просто повними. Відзначимо, що це не означає існування границь взагалі усіх (не обов'язково малих) діаграм, бо така категорія з необхідністю була б передпорядком.
Категорія, яка є одночасно повною і коповною, називається біповною.

## Приклади
- Наступні категорії біповні:
  - категорія множин {\displaystyle {\mathcal {S}}et};
  - категорія груп {\displaystyle {\mathcal {G}}rp};
  - категорія кілець {\displaystyle {\mathcal {R}}ing};
  - категорія абелевих груп {\displaystyle {\mathcal {A}}b};
  - категорія топологічних просторів {\displaystyle {\mathcal {T}}op};
  - категорія компактних хаусдорфових просторів {\displaystyle {\mathcal {C}}omp{\mathcal {H}}};
  - категорія малих категорій {\displaystyle {\mathcal {C}}at};
- Наступні категорії скінченно біповні, але не є повними або коповними:
  - категорія скінченних множин {\displaystyle f{S}et};
  - категорія скінченновимірних векторних просторів над полем {\displaystyle K} {\displaystyle fd-{\mathcal {V}}ect_{K}};
  - категорія скінченних груп {\displaystyle f{\mathcal {G}}rp};
- Взагалі, якщо {\displaystyle \mathrm {Mod} _{\mathcal {T}}} — категорія моделей деякої алгебраїчної теорії {\displaystyle {\mathcal {T}}}, то {\displaystyle \mathrm {Mod} _{\mathcal {T}}} повна і коповна, так як вона рефлективна у {\displaystyle \mathrm {Func} ({\mathcal {T}},{\mathcal {S}}et)}. Нагадаємо, що алгебраїчна теорія допускає лише умову на операції, які є тотожностями (жодних кванторів!). Скажімо, категорія полів не є категорією моделей алгебраїчної теорії, тому попереднє твердження до неї незастосовне. Вона не є повною або коповною.
- (теорема про границю з параметром) Якщо категорія {\displaystyle {\mathcal {C}}} повна (коповна), то категорія {\displaystyle \mathrm {Func} ({\mathcal {A}},{\mathcal {C}})} повна (коповна) для будь-якої категорії {\displaystyle {\mathcal {A}}}, при чому границі обраховуються поточково.
- Передпорядок повний, якщо у ньому існує найбільший елемент і будь-яка множина елементів має точну верхню грань. Аналогічно, він коповний, якщо має найменший елемент і будь-яка множина елементів має точну нижню грань.
- Категорія метричних просторів {\displaystyle {\mathcal {M}}etr} скінченно повна, але не є повною і не має навіть скінченних кодобутків.

## Властивості
- Якщо у категорії існує термінальний об'єкт, будь-яка пара паралельних морфізмів {\displaystyle f,g:a\to b} має урівнювач і для будь-яких двох об'єктів існує добуток, то категорія є скінченно повною. Якщо крім того інсують усі малі добутки об'єктів, то категорія повна у малому.
- Дуально, якщо у категорії існує початковий об'єкт, для будь-яких двох паралельних морфізмів існує коурівнювач та існує [кодобуток]] усіх пар об'єктів, то категорія є скінченно коповною.
- (Фрейд) Якщо мала категорія повна у малому, то вона є передпорядком.
- Якщо категорія {\displaystyle C} повна у малому, то для будь-якої малої категорії {\displaystyle A} будь-який функтор {\displaystyle F\colon A\to C} має праве розширення Кана {\displaystyle \mathrm {Ran} _{K}F} за будь-яким функтором {\displaystyle K\colon A\to B}, при чому будь-яке таке розширення Кана є поточковим. Твердження явно випливає з подання поточкового розширення Кана як границі.